# Paulo Nogueira Neto
Paulo Nogueira Neto ONM (São Paulo, 18 de abril de 1922 — São Paulo, 25 de fevereiro de 2019) foi um naturalista, professor universitário, pesquisador, político e memorialista brasileiro. Foi a primeira pessoa a ocupar a coordenação da Secretaria Especial do Meio Ambiente, que originou o que hoje é o Ministério do Meio Ambiente.
Foi secretário especial do Meio Ambiente, órgão vinculado ao Ministério do Interior, com prerrogativas de ministro, de 1973 a 1985, nos governo Ernesto Geisel e João Figueiredo. Este cargo equivale atualmente ao de ministro do Meio Ambiente. Após sair da SEMA, foi Secretário de Meio Ambiente do Distrito Federal por dois anos, organizando e dirigindo a SEMATEC. Criou e implantou a Área de Proteção Ambiental de Cafuringa, no DF.

## Biografia
Paulo nasceu na cidade de São Paulo, em 1922. Era filho de Regina Coutinho Nogueira e de Paulo Nogueira Filho, que foi deputado federal e participou ativamente da cena política brasileira na primeira metade do século XX. Estudou no Ginásio de São Bento, em São Paulo. Em 1937, ainda adolescente, fundou com seu irmão José Bonifácio, um jornal mensal, o América, que sobreviveu até 1940. Como estudante, tomou parte ativa na luta contra a ditadura do Estado Novo. Fez o seu serviço militar voluntariamente, como soldado raso de cavalaria.
Em 1945 tornou-se bacharel em Ciências Jurídicas e Sociais pela Faculdade de Direito da Universidade de São Paulo. Em 1959 bacharelou-se em História Natural na Universidade de São Paulo.

## Carreira
Pesquisou o comportamento das abelhas indígenas sem ferrão (Meliponinae). Defendeu Tese de Doutoramento em 1963, sobre a arquitetura dos ninhos dessas abelhas. Sua tese de livre-docência (1980) foi sobre o comportamento de pombas e psitacídeos silvestres. Na carreira universitária, galgou sucessivos postos na USP, sempre por concurso, até obter título de Professor Titular de ecologia em 1988. Foi um dos fundadores do Departamento de Ecologia Geral, no Instituto de Biociências da USP. Aposentou-se em 1992, mas continuou orientando teses e dissertações.

Foi presidente da ADEMA-SP (Associação de Defesa do Meio Ambiente - São Paulo), entidade conservacionista. Após sair da SEMA, durante dois anos foi Secretário de Meio-ambiente do Distrito Federal, organizando e dirigindo a SEMATEC. Criou e implantou a Área de Proteção Ambiental de Cafuringa, no DF.
Fez parte da Comissão Brundtland, das Nações Unidas, de 1983 a 1986, como um dos dois representantes da América Latina. Foi nessa comissão que surgiu pela primeira vez a expressão "Desenvolvimento Sustentável". Chefiou ou participou como delegado de várias delegações oficiais brasileiras ao exterior.
Era vice-presidente da S.O.S. – Mata Atlântica; Presidente Emérito do WWF-Brasil; Presidente da ADEMA-SP (Associação de Defesa do Meio Ambiente); Presidente da Comissão para implantação da Área de Proteção Ambiental Capivari-monos (SP); Membro do Board do World Resources Institute; Vice-presidente do International Bee Research Association; Membro do Advisory Group do PP-G7.
Em 1997, recebeu a medalha de ouro do WWF Internacional, o prêmio "Duke of Edinburgh Conservation Award", a maior distinção oferecida pela Rede WWF, pelos incansáveis serviços prestados à conservação ambiental. Em abril de 1999, recebeu a Ordem Nacional do Mérito Científico, no grau de Grã Cruz, no Palácio do Planalto. Em 2001 recebeu o titulo de Professor Emérito do Instituto de Biologia da USP.

## Prêmios
Em novembro de 2008 recebeu a Medalha Rocha Lima, em São Paulo.
Publicou vários livros, sobre abelhas indígenas, a criação de animais nativos vertebrados e o comportamento animal. Também escreveu sobre suas viagens. Era membro da Academia Paulista de Letras.

## Morte
Paulo morreu em São Paulo, no dia 25 de fevereiro de 2019, aos 96 anos, por falência múltipla de órgãos. O velório ocorreu em sua casa. Deixou três filhos e seis netos.

## Livros Publicados
- Criação de Abelhas Indígenas Sem Ferrão (1953)
- Animais Alienígenas - Gado Tropical - Áreas Naturais e Outros Assuntos (1970)
- A Criação de Animais Indígenas Vertebrados (1973)
- O Comportamento Animal e as Raízes do Comportamento Humano (1984)
- Mar de Dentro (1990)
- Do Taim ao Chuí (1993)
- Estações Ecológicas - uma Saga de Ecologia e de Política Ambiental (1992)
- Vida e Criação de Abelhas Indígenas sem Ferrão  (1997)
- Guará Ambiente Flora e Fauna dos Manguezais de Santos Cubatão (2003)
- Uma Trajetória Ambientalista: Diário de Paulo Nogueira Neto (2010)